# カロリーネ・フォン・ヘッセン＝カッセル
カロリーネ・フォン・ヘッセン＝カッセル（ドイツ語：Karoline von Hessen-Kassel, 1732年5月10日 - 1759年5月22日）は、アンハルト＝ツェルプスト侯フリードリヒ・アウグストの妃。

## 生涯
カロリーネはマクシミリアン・フォン・ヘッセン＝カッセルとフリーデリケ・シャルロッテ・フォン・ヘッセン＝ダルムシュタットの娘として1732年5月10日に生まれた。
1753年11月8日にカッセルにおいてアンハルト＝ツェルプスト侯フリードリヒ・アウグストと結婚した。この結婚の主な目的は、北ヨーロッパにおけるヘッセン家の立場を強化することであった。夫フリードリヒ・アウグストは、スウェーデン、プロイセンおよびロシアと良好な関係を築いていた。特にフリードリヒ・アウグストの姉ゾフィー・アウグステ・フリーデリケはロシア皇太子ピョートルの妃であり、後にロシア女帝エカチェリーナ2世となった。
七年戦争の間、フリードリヒ・アウグストは1756年以降、皇帝に仕える元帥として侯国の外でほとんどの時間を過ごした。一方でカロリーネはツェルプストに留まり、この結婚で子供は生まれなかった。
カロリーネは1759年5月22日に死去した。フリードリヒ・アウグストはフリーデリケ・アウグステ・フォン・アンハルト＝ベルンブルクと再婚したが、この結婚でも子供は生まれず、アンハルト＝ツェルプスト侯家は1793年のフリードリヒ・アウグストの死により断絶した。